# Rujoux
Der Rujoux ist ein kleiner Fluss in Frankreich, der im Département Corrèze in der Region Nouvelle-Aquitaine verläuft. Er entspringt beim Weiler L’Étang de Puy Grand, im nordöstlichen Gemeindegebiet von Chamboulive, entwässert anfangs in südwestlicher  Richtung, schwenkt dann auf Nordwest bis West und mündet nach rund 18 Kilometern an der Gemeindegrenze von Pierrefitte und Espartignac als linker Nebenfluss in die Vézère.

## Orte am Fluss
(Reihenfolge in Fließrichtung)
- L’Étang de Puy Grand, Gemeinde Chamboulive
- Orliac de Virolle, Gemeinde Chamboulive
- La Gente, Gemeinde Saint-Salvadour
- Le Malval, Gemeinde Chamboulive
- Pierrefitte
- Vialeneuve, Gemeinde Espartignac